# Поле Бродмана 11
Поле 11 Бродмана є одним з визначених Корбініаном Бродманом цитологічно визначених полів кори головного мозку. Поле бере участь у прийнятті рішень, функціонуванні системи винагород, плануванні, переведенні нової інформації в довготривалу пам'ять,.

## Поле 11 Бродмана в мозку людини
Поле 11 Бродмана, або BA11, є частиною лобової кори в мозку людини, орбитофронтальної кори, яка покриває медіальну частину вентральній поверхні лобової частки.
Префронтальне Поле 11  Бродмана-1909 є структурним підрозділом лобової частки людини, що визначено на основі цитоархитектоніки. 
Плоле 11  представляє більшість орбітальних звивин, пряму звивину і найбільш ростральну частину верхньої лобової звивини. Вона межує медіально з нижньою ростральною борозною  і латерально з фронтомаргінальною борозною.  Цитоархітектонічно межує рострально й латерально з  полем 10,  полем 47, і полем 45; на медіальній поверхні межує дорсально з полем 12 і каудально з полем 25. Відомо, що префронтальне поле 11 зразку 1909 року було більше; воно включало теперішню частину поля 12.

## Поле 11 у людиноподібних мавп
Поле 11 Бродманазнаходиться в лобовій частці мавпи й визначено на основі цитоархитектоніки (Бродман-1905). Відмітні особливості: в полі 11 у мавп відсутній внутрішній зернистий шар (IV), більш великі пірамідальні клітини підшару 3Б зовнішнього пірамідального шару (III) зливаються з більш щільним самодостатніми клітинами у внутрішньому пірамідальному шарі (V); подібно до поля Бродмана 10 з-1909 є має мультиформний шар (VI) від з ланцюжками клітин, орієнтованими паралельно поверхні кори, розділених безклітинними волокнами; товстим молекулярним шаром (І); відносно малою товщиною кортикального шару; і поступовим переходом від мультиформного шару (VI) в подкіркову білу речовину.

## Зображення

Анімація.
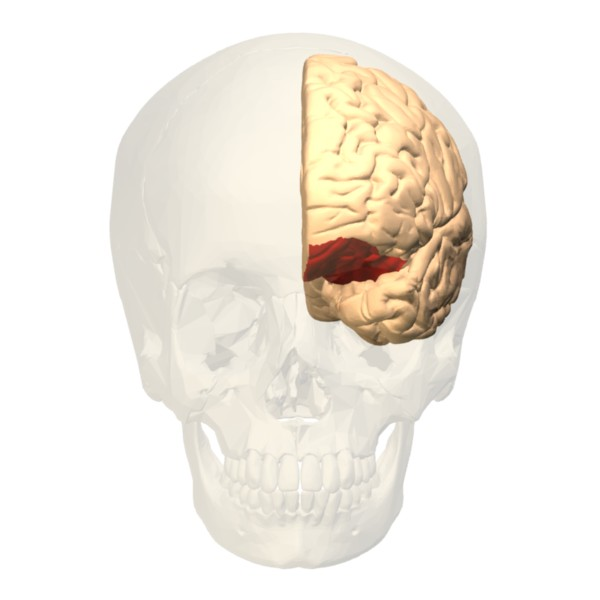
вид спереду.
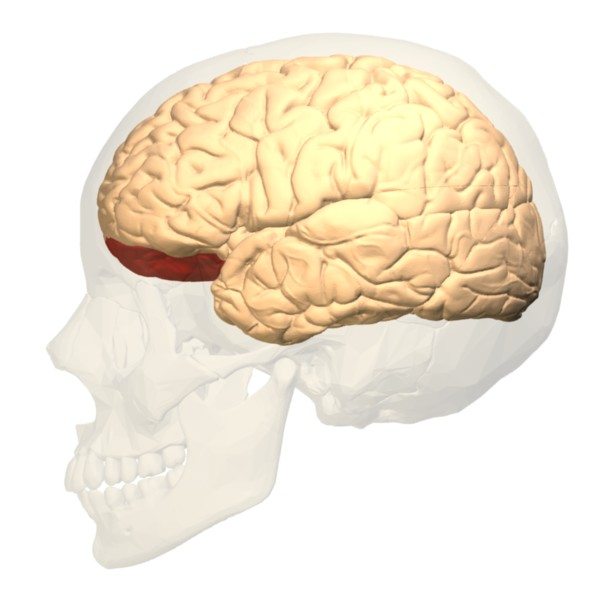
Боковий вигляд.